# Bacalhau à Gomes de Sá
Le  bacalhau à Gomes de Sá est un plat de la cuisine portugaise de Porto, à base de morue séchée et salée (bacalhau), pommes de terre, œufs durs (coupés en rondelles), olives, huile d'olive, persil, ail, oignons et selon les recettes, du lait.
José Luís Gomes de Sá (? - 1926), était un fils de riche négociant en cabillaud de la fin du XIXe siècle, qui a ouvert un restaurant après que sa famille eut fait faillite.